# Georges Million
Pour les articles homonymes, voir Million (homonyme).
Georges Louis Million, né le 24 septembre 1898 dans le 12e arrondissement de Paris, ville où il est mort le 16 janvier 1958 dans le 15e arrondissement, est un directeur de la photographie français.

## Filmographie partielle
- 1923 : Geneviève de Léon Poirier
- 1928 : Verdun. Visions d'Histoire de Léon Poirier
- 1930 : Caïn, aventures des mers exotiques de Léon Poirier
- 1932 : La Folle Nuit de Robert Bibal
- 1932 : Amour... amour... de Robert Bibal
- 1933 : La Voie sans disque de Léon Poirier
- 1935 : Escale de Louis Valray
- 1935 : La Marmaille de Dominique Bernard-Deschamps
- 1936 : L'Appel du silence de Léon Poirier
- 1936 : Les Gaietés du palace de Walter Kapps
- 1937 : Pantins d'amour de Walter Kapps
- 1937 : Sœurs d'armes de Léon Poirier
- 1938 : La Glu de Jean Choux
- 1939 : L'Or dans la montagne de Max Haufler
- 1939 : Petite Peste de Jean de Limur
- 1939 : Brazza ou l'Épopée du Congo de Léon Poirier
- 1942 : Andorra ou les hommes d'airain d'Émile Couzinet
- 1942 : L'Ange gardien de Jacques de Casembroot
- 1942 : Haut-le-Vent de Jacques de Baroncelli
- 1942 : L’homme sans nom de Léon Mathot
- 1943 : Malaria de Jean Gourguet
- 1943 : Jeannou de Léon Poirier
- 1943 : Coup de feu dans la nuit de Robert Péguy
- 1946 : La Kermesse rouge de Paul Mesnier
- 1949 : Tabusse de Jean Gehret
- 1951 : Casabianca de Georges Péclet
- 1952 : Allô... je t'aime d'André Berthomieu
- 1953 : Belle Mentalité ! d'André Berthomieu
- 1953 : Le Portrait de son père d’André Berthomieu
- 1954 : J'y suis... j'y reste de Maurice Labro
- 1955 : Les deux font la paire d'André Berthomieu
- 1957 : Police judiciaire de Maurice de Canonge
- 1958 : Le Tombeur de René Delacroix